# Meccanosintesi
La meccanosintesi è ogni sintesi chimica dove i risultati della reazione sono determinati dall'uso di costrizioni meccaniche per direzionare le molecole reagenti in specifiche posizioni molecolari.

## Introduzione
Nella sintesi chimica convenzionale o chemiosintesi, le molecole reagenti si incontrano l'un l'altra attraverso un moto termico casuale in liquido o vapore. In un processo ipotizzato di meccanosintesi, le molecole reagenti sarebbero fissate a sistemi meccanici molecolari e il loro incontro casuale risulterebbe da moti meccanici che le portano insieme in sequenze, posizioni e orientazioni pianificate. Si è previsto che la meccanosintesi permetterebbe di evitare reazioni indesiderate mantenendo i potenziali reagenti separati, favorendo fortemente le reazioni desiderate e tenendo i reagenti insieme in orientazioni ottimali per molti cicli di oscillazioni molecolari. In biologia, il ribosoma fornisce un esempio di dispositivo meccanosintetico programmabile.
Una forma non biologica molto primitiva di meccanochimica è stata effettuata a temperature criogeniche usando microscopi a effetto tunnel. Finora, tali dispositivi forniscono il più vicino approccio agli strumenti di fabbricazione per l'ingegneria molecolare. Lo sfruttamento più esteso della meccanosintesi attende una tecnologia più avanzata per costruire sistemi di macchine molecolari, con sistemi simil-ribosoma come primo attraente obiettivo.
Molta dell'esaltazione concernente la meccanosintesi avanzata riguarda il suo uso potenziale nell'assemblaggio di dispositivi su scala molecolare.  Tali tecniche sembrano fornire molte applicazioni in medicina, aviazione, estrazione di risorse, fabbricazione e in guerra.  La maggior parte delle esplorazioni teoriche riguardo a macchine avanzate di questo tipo sono focalizzate nell'uso del carbonio, a causa dei molti legami forti che può formare, a molti tipi di chimica che questi legami permettono e la loro utilità in applicazioni mediche e meccaniche.  Il carbonio forma il diamante, per esempio, il quale se fosse disponibile a buon prezzo, sarebbe un eccellente materiale per molte macchine. È stato suggerito, in modo particolare da Kim Eric Drexler, che la meccanosintesi sarà fondamentale per l'fabbricazione molecolare basata sulle nanofabbriche capaci di costruire oggetti macroscopici con precisione atomica.  Il potenziale di queste è stato contestato, in modo particolare da Nobel Richard Smalley (che ha proposto e criticato un approccio impraticabile basato su piccole dita) 

La Nanofactory Collaboration, fondata da Robert Freitas e Ralph Merkle nel 2000, è concentrata in uno sforzo in corso che coinvolge 23 ricercatori di 10 organizzazioni e 4 paesi e sta sviluppando un programma concreto di ricerca  specificamente mirato alla meccanosintesi del diamante posizionalmente-controllata e allo sviluppo di una nanofabbrica di diamatoidi.
In pratica, ricevendo esattamente una molecola in una posizione conosciuta sulla punta del microscopio, è possibile, ma si è dimostrato difficile da automatizzare. Poiché i prodotti fattibili richiedono almeno diverse centinaia di milioni di atomi, questa tecnica non si è ancora dimostrata pratica nella formazione di un prodotto reale.
L'obiettivo di una linea di ricerca sull'assemblaggio meccanico è impegnata nel superare questi problemi di taratura, e nella selezione di appropriate reazioni di sintesi. Alcuni suggeriscono di tentare di sviluppare una macchina utensile specializzata, molto piccola (circa 1.000 nanometri su un lato) in grado di costruire copie di se stessa utilizzando mezzi meccanochimici, sotto il controllo di un computer esterno. Nella letteratura, un tale strumento si chiama assemblatore molecolare o semplicemente assemblatore. Una volta che esistono assemblatori, la crescita geometrica (dovuta a copie che fanno copie) potrebbe ridurre i loro costi rapidamente. Il controllo da un computer esterno dovrebbe dunque permettere a grandi gruppi di assemblatori di costruire grandi e utili progetti con precisione atomica. Uno di questi progetti dovrebbe combinare nastri trasportatori a livello molecolare con assemblatori permanentemente montati per la produzione di una fabbrica.
In parte per risolvere questo e le relative questioni circa i pericoli di incidenti industriali e le paure popolari di eventi sfuggiti al controllo, di portata equivalente a Černobyl' e Bhopal, e la questione più remote dell'ecofagia, la grey goo e la green goo (varie catastrofi potenziali causate da replicanti sfuggiti al controllo, che potrebbero essere costruiti usando la meccanosintesi) la Royal Society e la Royal Academy of Engineering della Gran Bretagna nel 2003 hanno commissionato uno studio, per affrontare questi problemi e le grandi implicazioni sociali ed ecologiche, condotto dal professore di ingegneria meccanica Ann Dowling. Questo è stato anticipato da alcuni a prendere una posizione forte su questi problemi e le sue potenzialità - suggerendo qualsiasi percorso di sviluppo di una teoria generale riguardo alla cosiddetta meccanosintesi. Tuttavia, la relazione nanotecnologica della Royal Society non si rivolge affatto alla fabbricazione molecolare, se non per respingerla insieme alla "poltiglia grigia" (grey goo).
Le attuali proposte tecniche per le nanofabbriche non comprendono i nanorobot auto-replicanti e le recenti indicazioni etiche che vietino lo sviluppo sfrenato di funzionalità auto-replicanti nelle nanomacchine.

## Meccanosintesi del diamante
Vi è un crescente corpo di lavoro teorico revisionato pariteticamente sulla sintesi del diamante che consiste nel rimuovere/aggiungere meccanicamente atomi di idrogeno  e depositando atomi di carbonio  (un processo noto come meccanosintesi del diamante o DMS (Diamond MechanoSynthesis)). 
Per esempio un documento del 2006, in questo sforzo di ricerca continua condotta da Freitas e Merkle e dai loro collaboratori, riporta che il più studiato tipo di tooltip di meccanosintesi (DCB6Ge) colloca con successo un dimero carbonio C2 su una superficie di diamante C(110), sia a 300K (temperatura ambiente ) che a 80K (temperatura dell'azoto liquido), e che la variante del silicio (DCB6Si) lavora anche a 80K, ma non a 300K. Questi tooltip sono destinati ad essere utilizzati solo in ambienti accuratamente controllati (per esempio sottovuoto). I limiti massimi accettabili per gli errori traslazionali e rotazionali dei tooltip sono riportati nel documento III - i tooltips must essere posizionati con grande precisione onde evitare di legare il dimero in modo errato. Oltre 100.000 ore di CPU sono state spese in questo studio.
Il tipo di tooltip DCB6Ge, inizialmente descritto alla Foresight Conference nel 2002, è stato il primo completo tooltip mai proposto per la meccanosintesi del diamante e rimane l'unico tipo di tooltip simulato con successo per la sua funzione progettata su una superficie di diamante complessiva di 200 atomi di diamante. Anche se un primo documento fornisce una velocità di collocazione prevista di 1 dimero per secondo per questo tooltip, un limite è stato imposto dalla bassa velocità di ricarica dello strumento che utilizza un metodo di ricarica inefficiente  e non è basata su alcuna limitazione inerente alla velocità usata dal tooltip caricato. Inoltre, nessun mezzo di rilevamento è stato proposto per discriminare fra i tre possibili risultati di un tentativo di collocare il dimero nella posizione corretta - deposizione nel luogo sbagliato e fallimento totale del suo posizionamento, dato che il proposito iniziale era quello di posizionare il tooltip con calcolo cieco (dead reckoning), con l'appropriata reazione garantita da una corretta progettazione di energetica chimica e dalle relative forze di legame per l'interazione superficiale del tooltip.
Un'ulteriore ricerca  che prenda in considerazione le punte (tips) alternative richiederà tempi lunghi di chimica computazionale e un difficile lavoro di laboratorio.
Nei primi anni del 2000, una tipica disposizione sperimentale è stata quella di attaccare una molecola alla punta di un microscopio a forza atomica, e quindi utilizzare le capacità di posizionamento preciso del microscopio per spingere la molecola sulla punta in un'altra sopra un substrato. Poiché gli angoli e le distanze possono essere controllati con precisione, e la reazione avviene nel vuoto, sono possibili le disposizioni e i nuovi composti chimici.

## Storia
La tecnica di muovere singoli atomi meccanicamente venne proposta da Eric Drexler nel suo libro del 1986, Engines of Creation.
Nel 1988, i ricercatori dell'Istituto di Ricerca dell'IBM di Zurigo hanno digitato correttamente le lettere "IBM" in atomi di xeno su una superficie di rame criogenico, convalidando in modo grossolano l'approccio. Da allora, un certo numero di progetti di ricerca hanno iniziato ad utilizzare tecniche simili per memorizzare i dati del computer in modo compatto. Più recentemente la tecnica è stata usata per esplorare nuove chimiche fisiche, a volte utilizzando laser per eccitare le punte di particolari stati energetici, o esaminare la chimica quantistica di legami chimici particolari.
Nel 2003, Oyabu et al. hanno segnalato il primo caso di creazione di legame covalente e legame di rottura basati esclusivamente sull'azione meccanica, cioè, la prima dimostrazione sperimentale della vera meccanosintesi, anche se con atomi di silicio e non di carbonio.
Nel 2005 è stata presentata la prima applicazione brevettata sulla meccanosintesi del diamante.
Nel 2008 è stata proposta una sovvenzione di 3,1 milioni di dollari  per finanziare lo sviluppo di una prova riguardante il principio (proof-of-principle) del sistema di meccanosintesi.
Vedi anche la voce nanotecnologia molecolare, una spiegazione più generale dei prodotti possibili e la discussione di altre tecniche di assemblaggio.